# FedEx Air & Ground NFL Players
Chaque semaine de la saison NFL, six finalistes sont choisis pour le prix des joueurs de la semaine NFL de FedEx Air & Ground, 3 nommés en tant que joueur de FedEx Air (des quarterbacks) et 3 nommés en tant que joueur de FedEx Ground (des running backs), en ligne sur NFL.com. À la fin de la saison, les fans désignent parmi les 3 finalistes de chaque catégorie le prix du joueur de l'année FedEx Air & Ground.
Depuis 2003, FedEx reconnaît les meilleurs quarterbacks et running backs qui, selon les fans, offrent les meilleures performances chaque semaine pour leurs fans et leurs coéquipiers. 
Quand les gagnants sont annoncés, FedEx fait un don de 2 000 dollars à l'United Service Organizations sous le nom des vainqueurs par l'intermédiaire de FedEx Cares. Le don hebdomadaire de 4 000 dollars ira à l’USO Pathfinder et à d’autres programmes qui aident les membres des services à réintégrer la vie civile.
Au cours des semaines qui précèdent le Super Bowl, les fans peuvent voter pour le QB et le RB qui, à leur avis, a les performances les plus épiques de la série Air & Ground. Ils peuvent choisir pour chaque catégorie sur NFL.com également pour déterminer le nom des joueurs NFL FedEx Air & Ground de l'année.
Dans le cadre du programme des joueurs de la semaine NFL FedEx Air & Ground, FedEx verse 25 000 dollars aux sections locales de la Croix-Rouge américaine au nom des joueurs qui ont remporté les prix des joueurs de l'année. Les dons de charité aideront la Croix-Rouge dans ses efforts pour fournir des services de secours et de redressement aux sinistrés, des individus et des familles à travers le pays.

## Les vainqueurs du prixFedEx Air & Ground NFL Players of the week

### 2003
| Sem | Joueur          | Équipe |
| --- | --------------- | ------ |
| 1   | Joey Harrington | DET    |
| 2   | Drew Bledsoe    | BUF    |
| 3   | Kerry Collins   | NYG    |
| 4   | Peyton Manning  | IND    |
| 5   | Peyton Manning  | IND    |
| 6   | Steve McNair    | TEN    |
| 7   | Aaron Brooks    | NO     |
| 8   | Kerry Collins   | NYG    |
| 9   | Tom Brady       | NE     |
| 10  | Doug Flutie     | SD     |
| 11  | Kelly Holcomb   | CLE    |
| 12  | Matt Hasselbeck | SEA    |
| 13  | Matt Hasselbeck | SEA    |
| 14  | Jeff Garcia     | SF     |
| 15  | Aaron Brooks    | NO     |
| 16  | Brett Favre     | GB     |
| 17  | Tom Brady       | NE     |

| Sem | Joueur              | Équipe |
| --- | ------------------- | ------ |
| 1   | Clinton Portis      | DEN    |
| 2   | Jamal Lewis         | BAL    |
| 3   | Ricky Williams      | MIA    |
| 4   | Ahman Green         | GB     |
| 5   | Ahman Green         | GB     |
| 6   | William Green       | CLE    |
| 7   | Travis Henry        | BUF    |
| 8   | Stephen Davis       | CAR    |
| 9   | Ahman Green         | GB     |
| 10  | LaDainian Tomlinson | SD     |
| 11  | Deuce McAllister    | NO     |
| 12  | Deuce McAllister    | NO     |
| 13  | Clinton Portis      | DEN    |
| 14  | Clinton Portis      | DEN    |
| 15  | Rudi Johnson        | CIN    |
| 16  | Jamal Lewis         | BAL    |
| 17  | Ahman Green         | GB     |

### 2004
| Sem | Joueur           | Équipe |
| --- | ---------------- | ------ |
| 1   | Donovan McNabb   | PHI    |
| 2   | Aaron Brooks     | NO     |
| 3   | Peyton Manning   | IND    |
| 4   | Byron Leftwich   | JAX    |
| 5   | Daunte Culpepper | MIN    |
| 6   | Daunte Culpepper | MIN    |
| 7   | Donovan McNabb   | PHI    |
| 8   | Drew Brees       | SD     |
| 9   | Drew Brees       | SD     |
| 10  | Brett Favre      | GB     |
| 11  | Donovan McNabb   | PHI    |
| 12  | Peyton Manning   | IND    |
| 13  | Carson Palmer    | CIN    |
| 14  | Billy Volek (en) | TEN    |
| 15  | Kerry Collins    | OAK    |
| 16  | Brett Favre      | GB     |
| 17  | Tom Brady        | NE     |

| Sem | Joueur                | Équipe |
| --- | --------------------- | ------ |
| 1   | Curtis Martin         | NYJ    |
| 2   | DeShaun Foster        | CAR    |
| 3   | Jamal Lewis           | BAL    |
| 4   | Tiki Barber           | NYG    |
| 5   | Chris Brown (en)      | TEN    |
| 6   | Reuben Droughns (en)  | DEN    |
| 7   | Rudi Johnson          | CIN    |
| 8   | Priest Holmes         | KC     |
| 9   | Jerome Bettis         | PIT    |
| 10  | Derrick Blaylock (en) | KC     |
| 11  | Edgerrin James        | IND    |
| 12  | Rudi Johnson          | CIN    |
| 13  | Julius Jones          | DAL    |
| 14  | LaDainian Tomlinson   | SD     |
| 15  | Fred Taylor           | JAX    |
| 16  | Shaun Alexander       | SEA    |
| 17  | Ahman Green           | GB     |

### 2005
| Sem | Joueur           | Équipe |
| --- | ---------------- | ------ |
| 1   | Drew Bledsoe     | DAL    |
| 2   | Carson Palmer    | CIN    |
| 3   | Donovan McNabb   | PHI    |
| 4   | Eli Manning      | NYG    |
| 5   | Brett Favre      | GB     |
| 6   | Carson Palmer    | CIN    |
| 7   | Brett Favre      | GB     |
| 8   | Jake Plummer     | DEN    |
| 9   | Carson Palmer    | CIN    |
| 10  | Chris Simms (en) | TB     |
| 11  | Drew Brees       | SD     |
| 12  | Carson Palmer    | CIN    |
| 13  | Carson Palmer    | CIN    |
| 14  | Drew Bledsoe     | DAL    |
| 15  | Matt Hasselbeck  | SEA    |
| 16  | Kyle Boller      | BAL    |
| 17  | Trent Green      | KC     |

| Sem | Joueur               | Équipe |
| --- | -------------------- | ------ |
| 1   | Willie Parker        | PIT    |
| 2   | Thomas Jones         | CHI    |
| 3   | LaDainian Tomlinson  | SD     |
| 4   | LaDainian Tomlinson  | SD     |
| 5   | Tatum Bell           | DEN    |
| 6   | LaDainian Tomlinson  | SD     |
| 7   | LaMont Jordan        | OAK    |
| 8   | Tiki Barber          | NYG    |
| 9   | LaDainian Tomlinson  | SD     |
| 10  | Shaun Alexander      | SEA    |
| 11  | Reuben Droughns (en) | CLE    |
| 12  | LaDainian Tomlinson  | SD     |
| 13  | Larry Johnson        | KC     |
| 14  | Jerome Bettis        | PIT    |
| 15  | Tiki Barber          | NYG    |
| 16  | Julius Jones         | DAL    |
| 17  | Larry Johnson        | KC     |

### 2006
| Sem | Joueur         | Équipe |
| --- | -------------- | ------ |
| 1   | Donovan McNabb | PHI    |
| 2   | Rex Grossman   | CHI    |
| 3   | Brett Favre    | GB     |
| 4   | Rex Grossman   | CHI    |
| 5   | Donovan McNabb | PHI    |
| 6   | Philip Rivers  | SD     |
| 7   | Michael Vick   | ATL    |
| 8   | Tom Brady      | NE     |
| 9   | Drew Brees     | NO     |
| 10  | Brett Favre    | GB     |
| 11  | Carson Palmer  | CIN    |
| 12  | Drew Brees     | NO     |
| 13  | Carson Palmer  | CIN    |
| 14  | Drew Brees     | NO     |
| 15  | Rex Grossman   | CHI    |
| 16  | Jeff Garcia    | PHI    |
| 17  | Brett Favre    | GB     |

| Sem | Joueur              | Équipe |
| --- | ------------------- | ------ |
| 1   | LaDainian Tomlinson | SD     |
| 2   | Rudi Johnson        | CIN    |
| 3   | Brian Westbrook     | PHI    |
| 4   | Laurence Maroney    | NE     |
| 5   | Deuce McAllister    | NO     |
| 6   | LaDainian Tomlinson | SD     |
| 7   | Chester Taylor      | MIN    |
| 8   | Ahman Green         | GB     |
| 9   | LaDainian Tomlinson | SD     |
| 10  | LaDainian Tomlinson | SD     |
| 11  | LaDainian Tomlinson | SD     |
| 12  | Joseph Addai        | IND    |
| 13  | LaDainian Tomlinson | SD     |
| 14  | LaDainian Tomlinson | SD     |
| 15  | LaDainian Tomlinson | SD     |
| 16  | Ron Dayne (en)      | HOU    |
| 17  | Tiki Barber         | NYG    |

### 2007
| Sem | Joueur             | Équipe |
| --- | ------------------ | ------ |
| 1   | Tony Romo          | DAL    |
| 2   | Derek Anderson     | CLE    |
| 3   | Brett Favre        | GB     |
| 4   | Brett Favre        | GB     |
| 5   | Philip Rivers      | SD     |
| 6   | Tom Brady          | NE     |
| 7   | Tom Brady          | NE     |
| 8   | Brett Favre        | GB     |
| 9   | Ben Roethlisberger | PIT    |
| 10  | Brett Favre        | GB     |
| 11  | Tom Brady          | NE     |
| 12  | Brett Favre        | GB     |
| 13  | Tony Romo          | DAL    |
| 14  | Matt Hasselbeck    | SEA    |
| 15  | David Garrard      | JAX    |
| 16  | Ben Roethlisberger | PIT    |
| 17  | Tom Brady          | NE     |

| Sem | Joueur              | Équipe |
| --- | ------------------- | ------ |
| 1   | Chris Brown (en)    | TEN    |
| 2   | Jamal Lewis         | CLE    |
| 3   | Brian Westbrook     | PHI    |
| 4   | Justin Fargas (en)  | OAK    |
| 5   | Michael Turner      | SD     |
| 6   | Maurice Jones-Drew  | JAX    |
| 7   | Kenny Watson        | CIN    |
| 8   | Willie Parker       | PIT    |
| 9   | Adrian Peterson     | MIN    |
| 10  | Ryan Grant          | GB     |
| 11  | Chester Taylor      | MIN    |
| 12  | Frank Gore          | SF     |
| 13  | LaDainian Tomlinson | SD     |
| 14  | Ryan Grant          | GB     |
| 15  | Fred Taylor         | JAX    |
| 16  | Brandon Jacobs      | NYG    |
| 17  | Clinton Portis      | WAS    |

### 2008
| Sem | Joueur             | Équipe |
| --- | ------------------ | ------ |
| 1   | Donovan McNabb     | PHI    |
| 2   | Aaron Rodgers      | GB     |
| 3   | Philip Rivers      | SD     |
| 4   | Brett Favre        | NYJ    |
| 5   | Ben Roethlisberger | PIT    |
| 6   | Philip Rivers      | SD     |
| 7   | Trent Edwards      | BUF    |
| 8   | Drew Brees         | NO     |
| 9   | Kurt Warner        | AZ     |
| 10  | Jay Cutler\|DEN    | DEN    |
| 11  | Kurt Warner        | AZ     |
| 12  | Drew Brees         | NO     |
| 13  | Jay Cutler\|DEN    | DEN    |
| 14  | Jay Cutler\|DEN    | DEN    |
| 15  | Tarvaris Jackson   | MIN    |
| 16  | Peyton Manning     | IND    |
| 17  | Chad Pennington    | MIA    |

| Sem | Joueur               | Équipe |
| --- | -------------------- | ------ |
| 1   | Michael Turner       | ATL    |
| 2   | Darren McFadden      | OAK    |
| 3   | Ronnie Brown         | MIA    |
| 4   | Larry Johnson        | KC     |
| 5   | Clinton Portis       | WAS    |
| 6   | Maurice Jones-Drew   | JAX    |
| 7   | Clinton Portis       | WAS    |
| 8   | Clinton Portis       | WAS    |
| 9   | Adrian Peterson      | MIN    |
| 10  | Adrian Peterson      | MIN    |
| 11  | Ryan Grant           | GB     |
| 12  | Michael Turner       | ATL    |
| 13  | Peyton Hillis        | DEN    |
| 14  | DeAngelo Williams    | CAR    |
| 15  | Adrian Peterson      | MIN    |
| 16  | Derrick Gardner (en) | NYG    |
| 17  | LaDainian Tomlinson  | SD     |

### 2009
| Sem | Joueur             | Équipe |
| --- | ------------------ | ------ |
| 1   | Drew Brees         | NO     |
| 2   | Drew Brees         | NO     |
| 3   | Peyton Manning     | IND    |
| 4   | Brett Favre        | MIN    |
| 5   | Peyton Manning     | IND    |
| 6   | Drew Brees         | NO     |
| 7   | Carson Palmer      | CIN    |
| 8   | Brett Favre        | MIN    |
| 9   | Kurt Warner        | AZ     |
| 10  | Brett Favre        | MIN    |
| 11  | Brett Favre        | MIN    |
| 12  | Drew Brees         | NO     |
| 13  | Kurt Warner        | AZ     |
| 14  | Drew Brees         | NO     |
| 15  | Ben Roethlisberger | PIT    |
| 16  | Jay Cutler\|DEN    | CHI    |
| 17  | Brett Favre        | MIN    |

| Sem | Joueur                  | Équipe |
| --- | ----------------------- | ------ |
| 1   | Adrian Peterson         | MIN    |
| 2   | Frank Gore              | SF     |
| 3   | Maurice Jones-Drew      | JAX    |
| 4   | Rashard Mendenhall      | PIT    |
| 5   | Cedric Benson           | CIN    |
| 6   | Thomas Jones            | NYJ    |
| 7   | Cedric Benson           | CIN    |
| 8   | Chris Johnson           | TEN    |
| 9   | Michael Turner          | ATL    |
| 10  | Adrian Peterson         | MIN    |
| 11  | Ricky Williams          | MIA    |
| 12  | Chris Johnson           | TEN    |
| 13  | Correll Buckhalter (en) | DEN    |
| 14  | Ray Rice                | BAL    |
| 15  | Jerome Harrison         | CLE    |
| 16  | Jonathan Stewart        | CAR    |
| 17  | Jamaal Charles          | KC     |

### 2010
| Sem | Joueur          | Équipe |
| --- | --------------- | ------ |
| 1   | Jay Cutler\|DEN | CHI    |
| 2   | Matt Schaub     | HOU    |
| 3   | Michael Vick    | PHI    |
| 4   | Kyle Orton      | DEN    |
| 5   | Shaun Hill      | DET    |
| 6   | Kevin Kolb      | PHI    |
| 7   | Matt Ryan       | ATL    |
| 8   | Jason Campbell  | OAK    |
| 9   | Brett Favre     | MIN    |
| 10  | Michael Vick    | PHI    |
| 11  | Aaron Rodgers   | GB     |
| 12  | Matt Cassel     | KC     |
| 13  | Aaron Rodgers   | GB     |
| 14  | Tom Brady       | NE     |
| 15  | Michael Vick    | PHI    |
| 16  | Josh Freeman    | TB     |
| 17  | Josh Freeman    | TB     |

| Sem | Joueur              | Équipe |
| --- | ------------------- | ------ |
| 1   | Arian Foster        | HOU    |
| 2   | LeSean McCoy        | PHI    |
| 3   | Adrian Peterson     | MIN    |
| 4   | LaDainian Tomlinson | NYJ    |
| 5   | Matt Forté          | CHI    |
| 6   | Chris Ivory         | NO     |
| 7   | Darren McFadden     | OAK    |
| 8   | Jamaal Charles      | KC     |
| 9   | Peyton Hillis       | CLE    |
| 10  | Fred Jackson        | BUF    |
| 11  | Maurice Jones-Drew  | JAX    |
| 12  | Peyton Hillis       | CLE    |
| 13  | Maurice Jones-Drew  | JAX    |
| 14  | Darren McFadden     | OAK    |
| 15  | Ray Rice            | BAL    |
| 16  | LeGarrette Blount   | TB     |
| 17  | Arian Foster        | HOU    |

### 2011
| Sem | Joueur             | Équipe |
| --- | ------------------ | ------ |
| 1   | Tom Brady          | NE     |
| 2   | Matthew Stafford   | DET    |
| 3   | Joe Flacco         | BAL    |
| 4   | Aaron Rodgers      | GB     |
| 5   | Aaron Rodgers      | GB     |
| 6   | Aaron Rodgers      | GB     |
| 7   | Aaron Rodgers      | GB     |
| 8   | Ben Roethlisberger | PIT    |
| 9   | Aaron Rodgers      | GB     |
| 10  | Tony Romo          | DAL    |
| 11  | Matthew Stafford   | DET    |
| 12  | Drew Brees         | NO     |
| 13  | Aaron Rodgers      | GB     |
| 14  | Matt Ryan          | ATL    |
| 15  | Drew Brees         | NO     |
| 16  | Drew Brees         | NO     |
| 17  | Matt Flynn         | GB     |

| Sem | Joueur              | Équipe |
| --- | ------------------- | ------ |
| 1   | LeSean McCoy        | PHI    |
| 2   | Fred Jackson        | BUF    |
| 3   | Darren McFadden     | OAK    |
| 4   | Matt Forté          | CHI    |
| 5   | Adrian Peterson     | MIN    |
| 6   | Frank Gore          | SF     |
| 7   | DeMarco Murray      | DAL    |
| 8   | LeSean McCoy        | PHI    |
| 9   | Willis McGahee\|DEN |        |
| 10  | Michael Bush (en)   | OAK    |
| 11  | Kevin Smith (en)    | DET    |
| 12  | Beanie Wells        | AZ     |
| 13  | Ray Rice            | BAL    |
| 14  | Marshawn Lynch      | SEA    |
| 15  | Reggie Bush         | MIA    |
| 16  | C. J. Spiller       | BUF    |
| 17  | Ray Rice            | BAL    |

### 2012
| Sem | Joueur             | Équipe |
| --- | ------------------ | ------ |
| 1   | Robert Griffin III | WAS    |
| 2   | Eli Manning        | NYG    |
| 3   | Joe Flacco         | BAL    |
| 4   | Tom Brady          | NE     |
| 5   | Alex Smith         | KC     |
| 6   | Aaron Rodgers      | GB     |
| 7   | Drew Brees         | NO     |
| 8   | Tom Brady          | NE     |
| 9   | Andrew Luck        | IND    |
| 10  | Joe Flacco         | BAL    |
| 11  | Matt Schaub        | HOU    |
| 12  | Robert Griffin III | WAS    |
| 13  | Russell Wilson     | SEA    |
| 14  | Tom Brady          | NE     |
| 15  | Matt Ryan          | ATL    |
| 16  | Aaron Rodgers      | GB     |
| 17  | Peyton Manning     | DEN    |

| Sem | Joueur            | Équipe |
| --- | ----------------- | ------ |
| 1   | C.J. Spiller      | BUF    |
| 2   | Reggie Bush       | MIA    |
| 3   | Jamaal Charles    | KC     |
| 4   | Brandon Bolden    | NE     |
| 5   | Ahmad Bradshaw    | NYG    |
| 6   | Shonn Greene (en) | NYJ    |
| 7   | Chris Johnson     | TEN    |
| 8   | Doug Martin       | TB     |
| 9   | Doug Martin       | TB     |
| 10  | Adrian Peterson   | MIN    |
| 11  | Doug Martin       | TB     |
| 12  | Arian Foster      | HOU    |
| 13  | Adrian Peterson   | MIN    |
| 14  | Adrian Peterson   | MIN    |
| 15  | Knowshon Moreno   | DEN    |
| 16  | Jamaal Charles    | KC     |
| 17  | Alfred Morris     | WAS    |

### 2013
| Sem | Joueur             | Équipe |
| --- | ------------------ | ------ |
| 1   | Peyton Manning     | DEN    |
| 2   | Aaron Rodgers      | GB     |
| 3   | Peyton Manning     | DEN    |
| 4   | Drew Brees         | NO     |
| 5   | Tony Romo          | DAL    |
| 6   | Nick Foles         | PHI    |
| 7   | Matt Ryan          | ATL    |
| 8   | Drew Brees         | NO     |
| 9   | Nick Foles         | PHI    |
| 10  | Drew Brees         | NO     |
| 11  | Ben Roethlisberger | PIT    |
| 12  | Philip Rivers      | SD     |
| 13  | Peyton Manning     | DEN    |
| 14  | Drew Brees         | NO     |
| 15  | Matt Cassel        | MIN    |
| 16  | Peyton Manning     | DEN    |
| 17  | Drew Brees         | NO     |

| Sem | Joueur               | Équipe |
| --- | -------------------- | ------ |
| 1   | LeSean McCoy         | PHI    |
| 2   | James Starks         | GB     |
| 3   | DeMarco Murray       | DAL    |
| 4   | Adrian Peterson      | MIN    |
| 5   | Jamaal Charles       | KC     |
| 6   | Eddy Lacy            | GB     |
| 7   | Chris Ivory          | NYJ    |
| 8   | Andre Ellington (en) | AZ     |
| 9   | Chris Johnson        | TEN    |
| 10  | Mark Ingram, Jr.     | NO     |
| 11  | Bobby Rainey (en)    | TB     |
| 12  | Adrian Peterson      | MIN    |
| 13  | Adrian Peterson      | MIN    |
| 14  | LeSean McCoy         | PHI    |
| 15  | Eddy Lacy            | GB     |
| 16  | LeSean McCoy         | PHI    |
| 17  | LeGarrette Blount    | NE     |

### 2014
| Sem | Joueur             | Équipe |
| --- | ------------------ | ------ |
| 1   | Matt Ryan          | ATL    |
| 2   | Philip Rivers      | SD     |
| 3   | Kirk Cousins       | WAS    |
| 4   | Philip Rivers      | SD     |
| 5   | Peyton Manning     | DEN    |
| 6   | Joe Flacco (6)     | BAL    |
| 7   | Peyton Manning     | DEN    |
| 8   | Ben Roethlisberger | PIT    |
| 9   | Ben Roethlisberger | PIT    |
| 10  | Aaron Rodgers      | GB     |
| 11  | Aaron Rodgers      | GB     |
| 12  | Tony Romo          | DAL    |
| 13  | Ryan Fitzpatrick   | HOU    |
| 14  | Ben Roethlisberger | PIT    |
| 15  | Ben Roethlisberger | PIT    |
| 16  | Philip Rivers      | SD     |
| 17  | Joe Flacco (7)     | BAL    |

| Sem | Joueur           | Équipe |
| --- | ---------------- | ------ |
| 1   | Knowshon Moreno  | MIA    |
| 2   | DeMarco Murray   | DAL    |
| 3   | Le'Veon Bell     | PIT    |
| 4   | DeMarco Murray   | DAL    |
| 5   | DeMarco Murray   | DAL    |
| 6   | DeMarco Murray   | DAL    |
| 7   | DeMarco Murray   | DAL    |
| 8   | Mark Ingram, Jr. | NO     |
| 9   | Jeremy Hill      | CIN    |
| 10  | Marshawn Lynch   | SEA    |
| 11  | Le'Veon Bell     | PIT    |
| 12  | Justin Forsett   | BAL    |
| 13  | C.J. Anderson    | DEN    |
| 14  | Le'Veon Bell     | PIT    |
| 15  | Jeremy Hill      | CIN    |
| 16  | Marshawn Lynch   | SEA    |
| 17  | Lamar Miller     | MIA    |

### 2015
| Sem | Joueur             | Équipe |
| --- | ------------------ | ------ |
| 1   | Philip Rivers      | SD     |
| 2   | Tom Brady          | NE     |
| 3   | Aaron Rodgers      | GB     |
| 4   | Philip Rivers      | SD     |
| 5   | Eli Manning        | NYG    |
| 6   | Philip Rivers      | SD     |
| 7   | Ryan Tannehill     | MIA    |
| 8   | Drew Brees         | NO     |
| 9   | Marcus Mariota     | TEN    |
| 10  | Ben Roethlisberger | PIT    |
| 11  | Jameis Winston     | TB     |
| 12  | Russell Wilson     | SEA    |
| 13  | Ben Roethlisberger | PIT    |
| 14  | Russell Wilson     | SEA    |
| 15  | Ben Roethlisberger | PIT    |
| 16  | Drew Brees         | NO     |
| 17  | Ryan Tannehill     | MIA    |

| Sem | Joueur            | Équipe |
| --- | ----------------- | ------ |
| 1   | Carlos Hyde       | SF     |
| 2   | Matt Jones (en)   | WAS    |
| 3   | Devonta Freeman   | ATL    |
| 4   | Chris Ivory       | NYJ    |
| 5   | Doug Martin       | TB     |
| 6   | Chris Ivory       | NYJ    |
| 7   | Lamar Miller      | MIA    |
| 8   | Todd Gurley       | STL    |
| 9   | DeAngelo Williams | PIT    |
| 10  | Adrian Peterson   | MIN    |
| 11  | Doug Martin       | TB     |
| 12  | Adrian Peterson   | MIN    |
| 13  | DeAngelo Williams | PIT    |
| 14  | Eddie Lacy        | GB     |
| 15  | David Johnson     | AZ     |
| 16  | Tim Hightower     | NO     |
| 17  | Rashad Jennings   | NYG    |

### 2016
| Sem | Joueur             | Équipe |
| --- | ------------------ | ------ |
| 1   | Jameis Winston     | TB     |
| 2   | Philip Rivers      | SD     |
| 3   | Trevor Siemian     | DEN    |
| 4   | Matt Ryan          | ATL    |
| 5   | Ben Roethlisberger | PIT    |
| 6   | Drew Brees         | NO     |
| 7   | Aaron Rodgers      | GB     |
| 8   | Derek Carr         | OAK    |
| 9   | Drew Brees         | NO     |
| 10  | Marcus Mariota     | TEN    |
| 11  | Kirk Cousins       | WAS    |
| 12  | Drew Brees         | NO     |
| 13  | Joe Flacco         | BAL    |
| 14  | Aaron Rodgers      | GB     |
| 15  | Matt Ryan          | ATL    |
| 16  | Aaron Rodgers      | GB     |
| 17  | Matt Ryan          | ATL    |

| Sem | Joueur             | Équipe |
| --- | ------------------ | ------ |
| 1   | DeAngelo Williams  | PIT    |
| 2   | Matt Forté         | NYJ    |
| 3   | LeSean McCoy       | BUF    |
| 4   | Ezekiel Elliott    | DAL    |
| 5   | Ezekiel Elliott    | DAL    |
| 6   | Jay Ajayi          | MIA    |
| 7   | Jay Ajayi          | MIA    |
| 8   | Jordan Howard      | CHI    |
| 9   | Latavius Murray    | OAK    |
| 10  | DeMarco Murray     | TEN    |
| 11  | Robert Kelley (en) | WAS    |
| 12  | Mark Ingram, Jr.   | NO     |
| 13  | Latavius Murray    | OAK    |
| 14  | Le'Veon Bell       | PIT    |
| 15  | Devonta Freeman    | ATL    |
| 16  | Jay Ajayi          | MIA    |
| 17  |                    |        |

### 2017
| Sem | Joueur             | Équipe |
| --- | ------------------ | ------ |
| 1   | Alex Smith         | KC     |
| 2   | Trevor Siemian     | DEN    |
| 3   | Tom Brady          | NE     |
| 4   | Deshaun Watson     | HOU    |
| 5   | Carson Wentz       | PHI    |
| 6   | Carson Wentz       | PHI    |
| 7   | Derek Carr         | OAK    |
| 8   | Russell Wilson     | SEA    |
| 9   | Jay Cutler\|DEN    | MIA    |
| 10  | Case Keenum        | MIN    |
| 11  | Drew Brees         | NO     |
| 12  | Philip Rivers      | LAC    |
| 13  | Alex Smith         | KC     |
| 14  | Ben Roethlisberger | PIT    |
| 15  | Jimmy Garoppolo    | SF     |
| 16  | Jared Goff         | LAR    |
| 17  | Philip Rivers      | LAC    |

| Sem | Joueur               | Équipe |
| --- | -------------------- | ------ |
| 1   | Kareem Hunt          | KC     |
| 2   | C. J. Anderson       | DEN    |
| 3   | Kareem Hunt          | KC     |
| 4   | Le'Veon Bell         | PIT    |
| 5   | Leonard Fournette    | JAX    |
| 6   | Adrian Peterson      | AZ     |
| 7   | Aaron Jones          | GB     |
| 8   | LeSean McCoy         | BUF    |
| 9   | Alvin Kamara         | NO     |
| 10  | Mark Ingram, Jr.     | NO     |
| 11  | Mark Ingram, Jr.     | NO     |
| 12  | Alvin Kamara         | NO     |
| 13  | Jamaal Williams (en) | GB     |
| 14  | LeSean McCoy         | BUF    |
| 15  | Todd Gurley          | LAR    |
| 16  | Todd Gurley          | LAR    |
| 17  | Orleans Darkwa       | NYG    |

### 2018
| Sem | Joueur            | Équipe |
| --- | ----------------- | ------ |
| 1   | Ryan Fitzpatrick  | TB     |
| 2   | Patrick Mahomes   | KC     |
| 3   | Drew Brees        | NO     |
| 4   | Mitchell Trubisky | CHI    |
| 5   | Drew Brees        | NO     |
| 6   | Aaron Rodgers     | GB     |
| 7   | Patrick Mahomes   | KC     |
| 8   | Patrick Mahomes   | KC     |
| 9   | Drew Brees        | NO     |
| 10  | Mitchell Trubisky | CHI    |
| 11  | Drew Brees        | NO     |
| 12  | Andrew Luck       | IND    |
| 13  | Philip Rivers     | LAC    |
| 14  | Dak Prescott      | DAL    |
| 15  | Philip Rivers     | LAC    |
| 16  | Nick Foles        | PHI    |
| 17  | Dak Prescott      | DAL    |

| Sem | Joueur              | Équipe |
| --- | ------------------- | ------ |
| 1   | James Conner        | PIT    |
| 2   | Matt Breida         | SF     |
| 3   | Adrian Peterson     | WAS    |
| 4   | Alvin Kamara        | NO     |
| 5   | Isaiah Crowell      | NYJ    |
| 6   | Todd Gurley         | LAR    |
| 7   | Kerryon Johnson     | DET    |
| 8   | James Conner        | PIT    |
| 9   | Kareem Hunt         | KC     |
| 10  | Nick Chubb          | CLE    |
| 11  | Saquon Barkley      | NYG    |
| 12  | Christian McCaffrey | CAR    |
| 13  | Phillip Lindsay     | DEN    |
| 14  | Derrick Henry       | TEN    |
| 15  | Derrick Henry       | TEN    |
| 16  | C. J. Anderson      | LAR    |
| 17  | Jordan Howard       | CHI    |

### 2019
Lauréats 2019
| Sem | Joueur | Équipe |
| --- | ------ | ------ |
| 1   |        |        |
| 2   |        |        |
| 3   |        |        |
| 4   |        |        |
| 5   |        |        |
| 6   |        |        |
| 7   |        |        |
| 8   |        |        |
| 9   |        |        |
| 10  |        |        |
| 11  |        |        |
| 12  |        |        |
| 13  |        |        |
| 14  |        |        |
| 15  |        |        |
| 16  |        |        |
| 17  |        |        |

| Sem | Joueur | Équipe |
| --- | ------ | ------ |
| 1   |        |        |
| 2   |        |        |
| 3   |        |        |
| 4   |        |        |
| 5   |        |        |
| 6   |        |        |
| 7   |        |        |
| 8   |        |        |
| 9   |        |        |
| 10  |        |        |
| 11  |        |        |
| 12  |        |        |
| 13  |        |        |
| 14  |        |        |
| 15  |        |        |
| 16  |        |        |
| 17  |        |        |

### 2020
Lauréats 2020
| Sem | Joueur | Équipe |
| --- | ------ | ------ |
| 1   |        |        |
| 2   |        |        |
| 3   |        |        |
| 4   |        |        |
| 5   |        |        |
| 6   |        |        |
| 7   |        |        |
| 8   |        |        |
| 9   |        |        |
| 10  |        |        |
| 11  |        |        |
| 12  |        |        |
| 13  |        |        |
| 14  |        |        |
| 15  |        |        |
| 16  |        |        |
| 17  |        |        |

| Sem | Joueur | Équipe |
| --- | ------ | ------ |
| 1   |        |        |
| 2   |        |        |
| 3   |        |        |
| 4   |        |        |
| 5   |        |        |
| 6   |        |        |
| 7   |        |        |
| 8   |        |        |
| 9   |        |        |
| 10  |        |        |
| 11  |        |        |
| 12  |        |        |
| 13  |        |        |
| 14  |        |        |
| 15  |        |        |
| 16  |        |        |
| 17  |        |        |

### 2021
| Sem | Joueur         | Équipe |
| --- | -------------- | ------ |
| 1   | Tom Brady      | TB     |
| 2   | Tom Brady      | TB     |
| 3   | Justin Herbert | LAC    |
| 4   | Joe Burrow     | CIN    |
| 5   | Justin Herbert | LAC    |
| 6   | Dak Prescott   | DAL    |
| 7   | Joe Burrow     | CIN    |
| 8   | Mike White     | NYJ    |
| 9   | Justin Herbert | LAC    |
| 10  | Dak Prescott   | DAL    |
| 11  | Justin Herbert | LAC    |
| 12  | Dak Prescott   | DAL    |
| 13  | Justin Herbert | LAC    |
| 14  | Justin Herbert | LAC    |
| 15  | Jared Goff     | DET    |
| 16  | Joe Burrow     | CIN    |
| 17  | Joe Burrow     | CIN    |
| 18  | Tom Brady      | TB     |

| Sem | Joueur           | Équipe |
| --- | ---------------- | ------ |
| 1   | Joe Mixon        | CIN    |
| 2   | Derrick Henry    | TEN    |
| 3   | Derrick Henry    | TEN    |
| 4   | Ezekiel Elliott  | DAL    |
| 5   | Derrick Henry    | TEN    |
| 6   | Jonathan Taylor  | IND    |
| 7   | D'Ernest Johnson | CLE    |
| 8   | Elijah Mitchell  | SF     |
| 9   | Nick Chubb       | CLE    |
| 10  | Jonathan Taylor  | IND    |
| 11  | Joe Mixon        | CIN    |
| 12  | Joe Mixon        | CIN    |
| 13  | Jonathan Taylor  | IND    |
| 14  | Dalvin Cook      | MIN    |
| 15  | Jonathan Taylor  | IND    |
| 16  | Rex Burkhead     | HOU    |
| 17  | Rashaad Penny    | SEA    |
| 18  | Rashaad Penny    | SEA    |

## Les vainqueurs du prixFedEx Air & Ground NFL Players of the year
| Saison | FedEx Air       | FedEx Air | FedEx Ground        | FedEx Ground | Réf    |
| Saison | Joueur          | Équipe    | Joueur              | Équipe       | Réf    |
| ------ | --------------- | --------- | ------------------- | ------------ | ------ |
| 2021   | Tom Brady       | TB        | Jonathan Taylor     | IND          | ,      |
| 2020   | Aaron Rodgers   | GB        | Derrick Henry       | TEN          | [ 6 ]  |
| 2019   | Lamar Jackson   | BAL       | Derrick Henry       | TEN          | ,      |
| 2018   | Patrick Mahomes | KC        | Saquon Barkley      | NYG          | ,      |
| 2017   | Carson Wentz    | PHI       | Todd Gurley         | LAR          | ,      |
| 2016   | Matt Ryan       | ATL       | Ezekiel Elliott     | DAL          | [ 13 ] |
| 2015   | Carson Palmer   | AZ        | Adrian Peterson     | MIN          | ,      |
| 2014   | Aaron Rodgers   | GB        | Le'Veon Bell        | PIT          | [ 16 ] |
| 2012   | Peyton Manning  | DEN       | Adrian Peterson     | MIN          | [ 17 ] |
| 2011   | Drew Brees      | NO        | LeSean McCoy        | PHI          | [ 18 ] |
| 2010   | Aaron Rodgers   | GB        | Jamaal Charles      | KC           | [ 19 ] |
| 2009   | Drew Brees      | NO        | Chris Johnson       | TEN          | [ 20 ] |
| 2008   | Drew Brees      | NO        | Adrian Peterson     | MIN          | [ 21 ] |
| 2007   | Brett Favre     | GB        | Fred Taylor         | JAX          | [ 22 ] |
| 2006   | Drew Brees      | NO        | LaDainian Tomlinson | SD           | [ 23 ] |
| 2005   | Carson Palmer   | CIN       | Shaun Alexander     | SEA          | ,      |
| 2004   | Peyton Manning  | IND       | Curtis Martin       | NYJ          | [ 26 ] |
| 2003   | Peyton Manning  | IND       | Ahman Green         | GB           | ,      |